# بيل ويلزي
بيل ويلزي (بالإنجليزية: Bill Welsh)‏ هو مذيع ‏ أمريكي، ولد في 25 أبريل 1911 في غريلي في الولايات المتحدة، وتوفي في 27 فبراير 2000 في ثاوزند أوكس في الولايات المتحدة.